# 奥尔伯斯莱本
奥尔伯斯莱本（德語：Olbersleben，發音：[ˈɔlbɐsˌleːbn̩]）是德国图林根州瑟默达县曾经的一个市镇，面积13.16平方千米，2017年12月31日人口为711人。2019年1月1日，奥尔伯斯莱本所属的布特施泰特管理共同体解散，其与另外8个成员市镇并入市镇布特施泰特。